# تلاتن
تلاتن (به لهستانی:  Telatyn) یک روستا در لهستان است که در گمینا تلاتن واقع شده‌است. تلاتن ۶۰۳ نفر جمعیت دارد.